# Зелёный ортогонис
	Зелёный ортогонис (лат. Orthogonys chloricterus) — вид птиц отряда воробьинообразных. Птица среднего размера с равномерным тусклым оливково-зелёным оперением сверху и желтоватым оперением снизу. Обитает в высоких лесах на территории Бразилии, питается фруктами и насекомыми.
Зелёный ортогонис был описан Луи Жаном Пьером Вьейо в 1819 году и выделен в отдельный род Хью Эдвином Стриклендем в 1844 году. В начале XXI века тростниковые танагры (Mitrospingus), зелёные ортогонисы (Orthogonys) и чёрно-пегие танагры (Lamprospiza) были выделены в семейство Mitrospingidae.

## Описание
Птица среднего размера с телом длиной 18—19 см, масса самки из Риу-Гранди-ду-Сул — 39,5 г. Вьейо сравнивал зелёного ортогониса с Tachyphonus leucopterа (возможно, Sporophila leucoptera). Половой диморфизм выражен слабо.
Равномерное тусклое оливково-зелёное оперение сверху переходит в более желтоватое оперение снизу. В оливково-зелёный цвет окрашены крылья и хвост, оперение на макушке немного темнее. Бока окрашены в жёлтый цвет с оливковым оттенком, такого же цвета внешний край крыла. Описание молодых птиц отсутствует.
Клюв зелёного ортогониса относительно тонкий, черноватый, тоньше чем у ширококлювых танагр (Chlorothraupis), одного из представителей которых ранее учёные относили к зелёным ортогонисам. Радужка глаза тёмно-коричневая.
Ноги бледные, желтовато-коричневые, иногда с розовым оттенком. Вьейо описывал их красноватыми.
Перед появлением стаи кормящихся зелёных ортогонисов можно услышать их основную позывку — громкий «wheek!» Другим звуковым сигналом является «tseee». Песня зелёного ортогониса представляет собой комбинацию сигналов «tseee» и одного из «pit» или «si», по три—пять в серии, например, «tséé-si, si, si, tséé-si, si, si». Иногда несколько птиц исполняют песню одновременно.

## Распространение

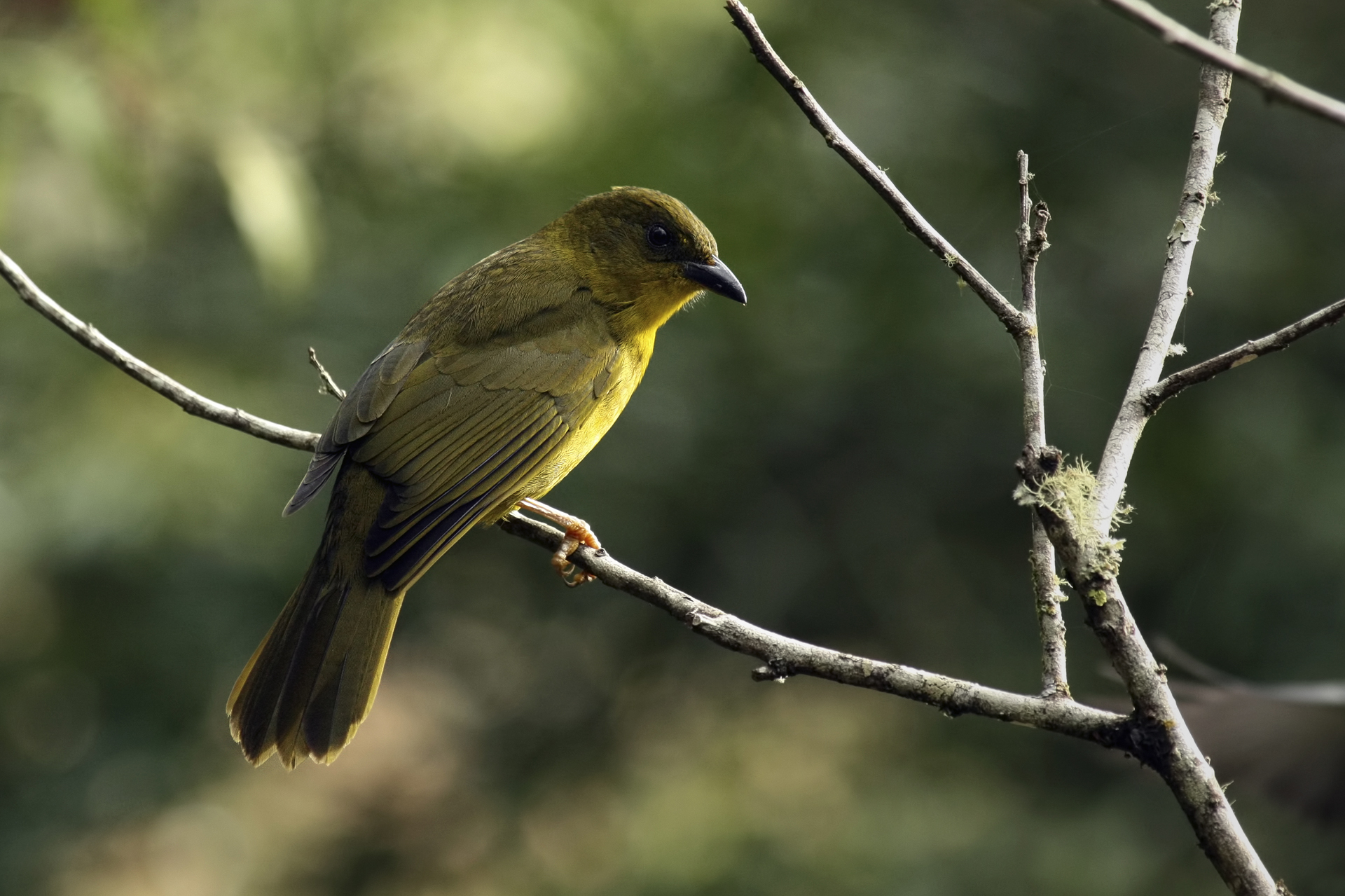
Зелёный ортогонис в одном из парков штата Сан-Паулу

Зелёный ортогонис является эндемиком Бразилии. Птиц можно встретить на юго-востоке стране в регионе от южных районов штата Эспириту-Санту до восточных районов штата Санта-Катарина и северо-восточных штата Риу-Гранди-ду-Сул. В последнем штате птиц отмечали в мае 2003 года на территории национального парка Серра-Жерал, однако эти отметки ещё не получили подтверждения в научном сообществе. Если они верны, то ареал зелёного ортогониса может быть расширен на юг на 250 км. Площадь ареала составляет 302 000 км². Информация о миграции отсутствует.
Обитает во влажных горных лесах в прибрежных районах на высоте от 900 до 1800 м над уровнем моря, по другим данным, от 700 до 1800 м, в Риу-Гранди-ду-Сул птиц видели на высоте от 230 до 400 м. Предпочитает высокий лес, шумную стаю из пяти зелёных ортогонисов наблюдали на опушке реликтового леса.
Зелёный ортогонис встречается в большом количестве парков и заповедников на юго-востоке Бразилии, в частности в районе биологической станции Борасейра (порт. Estação Biológica de Boraceia) в горах Серра-ду-Мар в штате Сан-Паулу, национальных парках Итатиая и Тижука в штате Рио-де-Жанейро. За пределами природоохранных территорий его естественная среда обитания во многом разрушена, ареал вида лоскутный. Несмотря на это, при условии сохранения парков и заповедников численности вида в долгосрочной перспективе ничего не угрожает. Международный союз охраны природы относит зелёного ортогониса к видам, вызывающим наименьшие опасения (LC).

## Питание

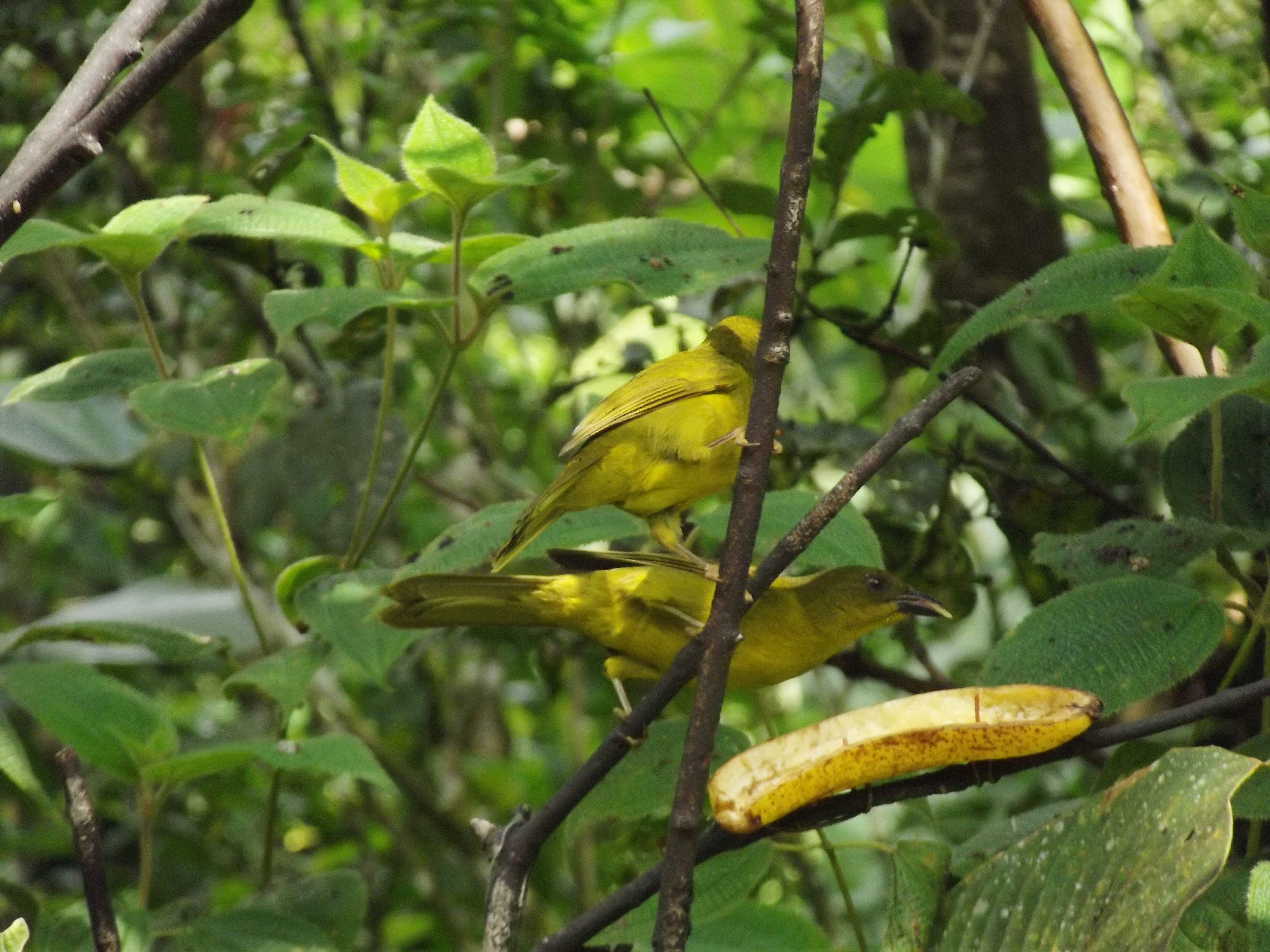
Зелёные ортогонисы

Основу питания зелёного ортогониса составляют насекомые и фрукты, в рацион также входят серёжки цекропии (Cecropia). Могут посещать кормушки. В штате Риу-Гранди-ду-Сул птицы кормились на мандариновых деревьях (Citrus reticulata).
Зелёный ортогонис, по-видимому, является исключительно групповым видом. Птиц видят в стаях от 8 до 20 особей (в штате Риу-Гранди-ду-Сул — до 12), чаще всего включающих птиц одного вида. Может присоединяться и к смешанным стаям. Во время кормления птицы распределяются по большой территории и добывают пищу в среднем или верхнем ярусе леса, иногда могут опускаться ниже.
Добывая корм, зелёный ортогонис перемежает прыжки по веткам с остановками и разглядыванием листвы, часто тянется вверх. Согласно наблюдениям, птицы в основном собирают насекомых с листьев, включая крупные листья и бромелиевых, реже ловит летающих насекомых. Взволнованные птицы часто взмахивают вверх хвостом.

## Размножение
Информация о размножении зелёного ортогониса крайне скудная. Единственным известным фактом является то, что была отмечена птица, которая несла материал для гнезда к бромелиевым на крупном дереве. Предположительно, представители семейства откладывают 1—2 яйца и возможно кооперируются во время сезона размножения, помогая строить гнёзда и выкармливать птенцов. Кооперативное размножение часто встречается у птиц, традиционно относящихся к танагровым — настоящих (Tangara), черноухих (Neothraupis), белопоясничных (Cypsnagra) танагр, хабий (Habia). Расположение гнезда и используемые для постройки материалы различаются у разных видов Mitrospingidae.

## Систематика

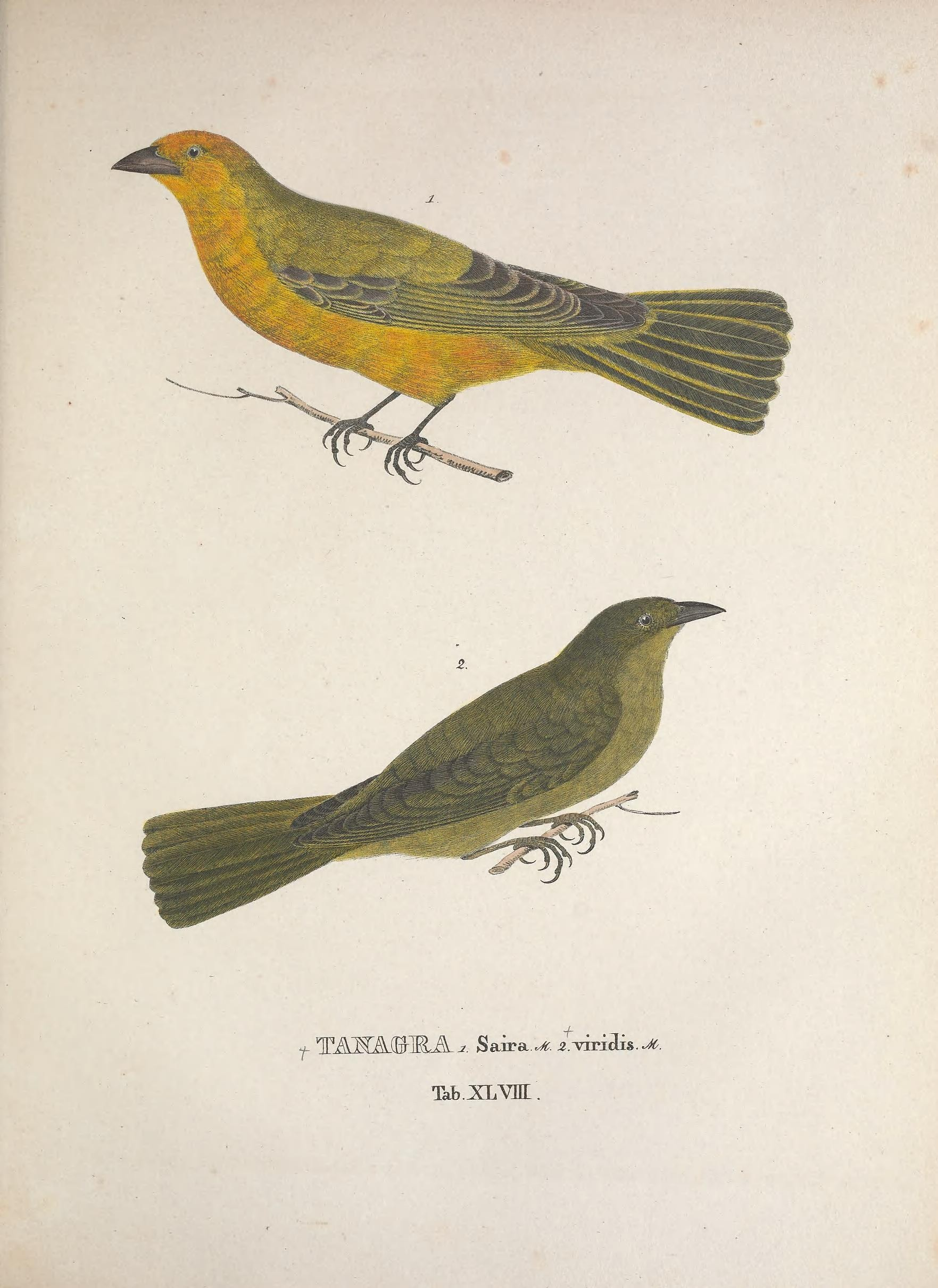
Tanagra viridis (снизу) в работе Спикса 1825 года

Зелёный ортогонис был описан французским орнитологом Луи Жаном Пьером Вьейо в 1819 году под названием Tachyphonus chloricterus. В 1825 году немецкий учёный Иоганн Баптист фон Спикс описал экземпляр, также из штата Рио-де-Жанейро, но дал ему название Tanagra viridis. В 1844 году английский орнитолог Хью Эдвин Стрикленд выделил последнего в отдельный род Orthogonys. К этому роду в разное время относили также ультрамариновую танагру (Cyanicterus cyanicterus), желтобровую ширококлювую танагру (Chlorothraupis olivacea). На протяжении второй половины XIX века было распространено название Orthogonys viridis, которое встречается также в некоторых работах начала XX века. Современное название использовал австрийский орнитолог Карл Эдуард Хелльмайр в 1906 году. Международный союз орнитологов не выделяет подвидов.
Роды тростниковые танагры (Mitrospingus), зелёные ортогонисы и чёрно-пегие танагры (Lamprospiza) традиционно включали в семейство танагровых (Thraupidae). Кит Баркер (F. Keith Barker) и другие в 2013 году опубликовали результаты молекулярных исследований около 200 видов обитающих в Америке воробьинообразных птиц с девятью маховыми перьями. Построенное ими филогенетическое дерево показало несколько новых клад или обособленных групп, многие из которых было предложено выделить в отдельные семейства. В частности, авторы работы предложили выделить роды Mitrospingus, Orthogonys и Lamprospiza, представители которых обитают преимущественно в Южной Америке, в семейство Mitrospingidae. Исследователи полагают, что представители этого семейства произошли от общего предка темнолицей тростниковой танагры (Mitrospingus cassinii) и чёрно-пегой танагры (Lamprospiza melanoleuca). В работе было также показано сестринское отношение этого семейства к кладе танагровых (Thraupidae) и кардиналовых (Cardinalidae).